# Canthochilum guayca
Canthochilum guayca är en skalbaggsart som beskrevs av Fernando de Zayas och Matthews 1966. Canthochilum guayca ingår i släktet Canthochilum och familjen bladhorningar. Inga underarter finns listade.